# Карл Фрідріх Крістіан Моос
Карл Фрідріх Крістіан Моос (нім. Carl Friedrich Christian Mohs, 29 січня 1773, Генроде, Німеччина — 29 вересня 1839, Агордо, Італія) — німецький мінералог і геолог.

## Життєпис
Навчався в Галле і Фрайберзі, їздив на навчання до Франції та Британії. У 1812 році він став професором в Граці, в 1818 році переїхав у гірничу академію до м. Фрайберг і в 1826 до Відня. Помер, коли подорожував до Італії в місті Агордо недалеко від Беллуно
Одним із найважливіших винаходів Мооса є шкала твердості мінералів, названа його іменем.

### Творча кар'єра
Моос вивчав математику, фізику та хімію в університеті Галле. У Фрайбурзькій Гірничій Академії  він вивчав додатковий предмет з механіки. Одним із його вчителів у Фрайберзі був мінералог і геогностик Абрахам Готлоб Вернер. У 1801 році Моос став майстром шахти в Нойдорфі в Гарці. У 1802 році він вперше приїхав до Відня, щоб відсортувати та анотувати колекцію каменю банкіра Й. Ф. ван дер Нулля.
У 1812 році Моос був призначений професором мінералогії в Технічний університет Ґраца в Граці. У цей час він розробив шкалу твердості Мооса, названу на його честь. Завдяки своїй класифікації мінералів, яка підкреслювала фізичні властивості (форму, твердість, крихкість, питому вагу) його об’єктів, Моос опинився в опозиції до більшості своїх колег, які робили наголос на хімічному складі. З 1817 року він зайняв кафедру свого вчителя Вернера у Фрайбурзькій Гірничій Академії як його наступник. Моос розробив концепцію кристалічних систем приблизно в той же час, але згідно з його власними твердженнями, незалежно від Крістіана Самуеля Вейса, які він опублікував у 1822 році. У 1826 році його призначили до Відня. Проте свої лекції він читав у Mineralien-Cabinet. У 1834 році, крім професорської посади, він отримав також одну з посад куратора. У 1835 році Мооса було виведено з кабінету мінералів і призначено дійсним гірничим радником із заснуванням гірничого музею у Відні, яким він керував з 1835 по 1839 рік. У 1849 році він став Геологічним інститутом Рейху (сьогодні Геологічна служба Австрії).
З 1812 член-кореспондент Прусської академії наук. У 1822 році він був обраний членом академії наук Leopoldina та почесним членом Королівського товариства Единбурга.
Моос помер під час подорожі до Італії в 1839 році. Спочатку він був похований в Агордо, перенесений до Відня в 1865 році і похований на євангельському кладовищі в Мацлайнсдорфі. У 1888 році його перенесли до почесної могили на центральному кладовищі Відня. У третьому районі Відня, Ландштрассе, і в четвертому районі Граца, Ленд, Мохсгассе названі його іменем. Його батьківщина Генроде спорудила пам'ятник Моосу на його честь.

## Праці
- Versuch einer Elementarmethode zur naturhistorischen Bestimmung und Erkenntniß der Fossilien. Wien 1812.
- Di e Charaktere der Classen, Ordnungen, Geschlechter und Arten. Oder die Charakteristik des naturhistorischen Mineral-Systems. Dresden 1820.
- Terminologie, Systematik, Nomenclatur, Charakteristik. In: Grundriß der Mineralogie. Band 1. Dresden 1822.
- Physiographie. In: Grundriß der Mineralogie. Band 2. Arnold, Dresden 1824.